# Lovind o pasăre de pradă
Lovind o pasăre de pradă este un film românesc din 1983 regizat de Iosif Demian. Rolurile principale au fost interpretate de actorii George Negoescu, Dorel Vișan și Ioana Bulcă.

## Distribuție
Distribuția filmului este alcătuită din:
- George Negoescu — „Bunicul”, maior de miliție bătrân
- Dorel Vișan — Costică Panaitescu, ofițer de miliție, șoferul și ajutorul „Bunicului”
- Ioana Bulcă — Vasilica Tulcea, mătușa Cameliei Iovan
- Petre Simionescu — dr. Radu Dumitriu, medicul chirurg care a lovit o fată pe trecerea de pietoni
- Camelia Zorlescu — dna Mitroiu, logodnica lui Fodor
- Răducu Ițcuș — Gheorghiță Fodor, amantul Vasilicăi, șantajist (menționat Radu Ițcuș)
- Dorin Dron — cpt. Alexiu, ofițer de miliție
- Tatiana Botez — Otilia Vasiliu, asistentă medicală blondă, complicea șantajiștilor
- Gheorghe Dănilă — Suru Vasiliu („Săvulescu”), escroc și șantajist
- Mitică Iancu — Bălănică Marcu, domnul jefuit de hoață
- Marcela Andrei — hoața care pretinde a fi cumnata lui Marcu
- Constantin Gabor
- Gheorghe Crîșmaru — ofițer de miliție
- Nicolae Budescu — domnul chel escrocat de „Săvulescu”
- Brîndușa Zaița Silvestru
- Constantin Ghenescu — Petre Sturzea, un domn escrocat de „Săvulescu”
- Simion Valeriu
- Dumitru Prujinsky
- Anton Aftenie
- Mirela Gogu
- Adrian Fîrloiu
- Athena Pleșu
- Doina Cezar
- Adrian Velicescu

## Primire
Filmul a fost vizionat de 1.191.333 de spectatori în cinematografele din România, după cum atestă o situație a numărului de spectatori înregistrat de filmele românești de la data premierei și până la data de 31 decembrie 2014 alcătuită de Centrul Național al Cinematografiei.